# Cybaeopsis pantopla
Cybaeopsis pantopla là một loài nhện trong họ Amaurobiidae.
Loài này thuộc chi Cybaeopsis. Cybaeopsis pantopla được miêu tả năm 1935 bởi Bishop & Crosby.